# Hylde
En hylde er en flad, horisontal plade, der bruges til ting der udstilles eller opbevares i et hjem, værksted, en butik eller andet sted. Hylder er hævet over gulvet, og er ofte fastgjort i en væg, bliver støttet af konsoller eller på anden måde fastgjort i kabinetter, med dyveler, skruer eller søm. De kan også holdes oppe af søjler eller lignende. Borde der er designet til at stå op af en væg og eventuelt fastgjort, kaldes et konsolbord, og de kan ligne individuelle hylder.
Hylder kan enten monteres alene på en væg eller være en del af et møbel som skabe, reoler, borde og lignende.
De fremstilles normalt af stærke materialer som træ, bambus eller stål, men kan også være af andre materialer som glas eller plastik, hvis der skal placeres lettere ting på dem. De kan også være dekoreret i mange forskellige former og materialer.